# Furth
Furth è un comune tedesco di 3 272 abitanti, situato nel land della Baviera.